# 埃利亚斯·菲格罗亚
埃利亚斯·里卡多·菲格罗亚·布兰德尔（Elías Ricardo Figueroa Brander，1946年10月25日—），是退役了的智利著名足球运动员，被誉为一个时代南美最出色的后卫之一。

## 俱乐部
菲格罗亚为乌拉圭大球会佩纳罗尔出场了241场比赛攻入6球，为巴西国际出场336场并且攻入26个进球。

## 国家队
埃利亚斯·菲格罗亚为智利出战70场，并且参加了1966年世界杯，1974年世界杯和1982年世界杯三届世界杯。在1979年作为队长的菲格罗亚带领球队取得了南美国家杯的亚军。

## 荣誉
- 佩纳罗尔时期 乌拉圭联赛冠军；1967年和1968年
- 巴西国际时期 巴西南里奥格兰德州冠军：1971年, 1972年, 1973年, 1974年, 1975年和1976年
- 巴西国际时期 巴西冠军；1975年和1976年
- 帕莱斯蒂诺时期 1977年智利杯赛冠军，1978年智利联赛冠军。

| 前任： | 南美足球先生 1974年, 1975年, 1976年 | 繼任： |
| 前任： | 世界足球先生 1983年                 | 繼任： |